# Gaston Bachelard
Gaston Bachelard  (27. června 1884, Bar-sur-Aube, Champagne – 16. října 1962, Paříž) byl francouzský filosof a spisovatel 20. století. Zabýval se hlavně filosofií vědy, epistemologií a poetikou, protože vědu a básnickou imaginaci pokládal za dvě rovnocenné cesty lidského růstu.

## Životopis
Bachelard se narodil v chudé rodině, po maturitě a vojenské službě pracoval od roku 1907 v Paříži na poště a ve volném čase studoval matematiku, fyziku a chemii. Tři roky strávil na frontě a byl vyznamenán Válečným křížem za statečnost. Po válce dokončil studia a v letech 1919 až 1930 učil v Bar-sur-Aube fyziku a chemii. Zároveň studoval filosofii a promoval 1927 disertací O aproximativním poznání. Roku 1930 nastoupil na univerzitu v Dijonu a roku 1940 se stal profesorem dějin a filosofie vědy na pařížské Sorbonně. Roku 1951 byl vyznamenán Řádem čestné legie a 1955 byl zvolen členem Académie des sciences morales et politiques.
Měl dceru Suzanne Bachelard (1919 - 2007). Spolu s ní je pochován na hřbitově v obci Bar-sur-Aube.

## Myšlení

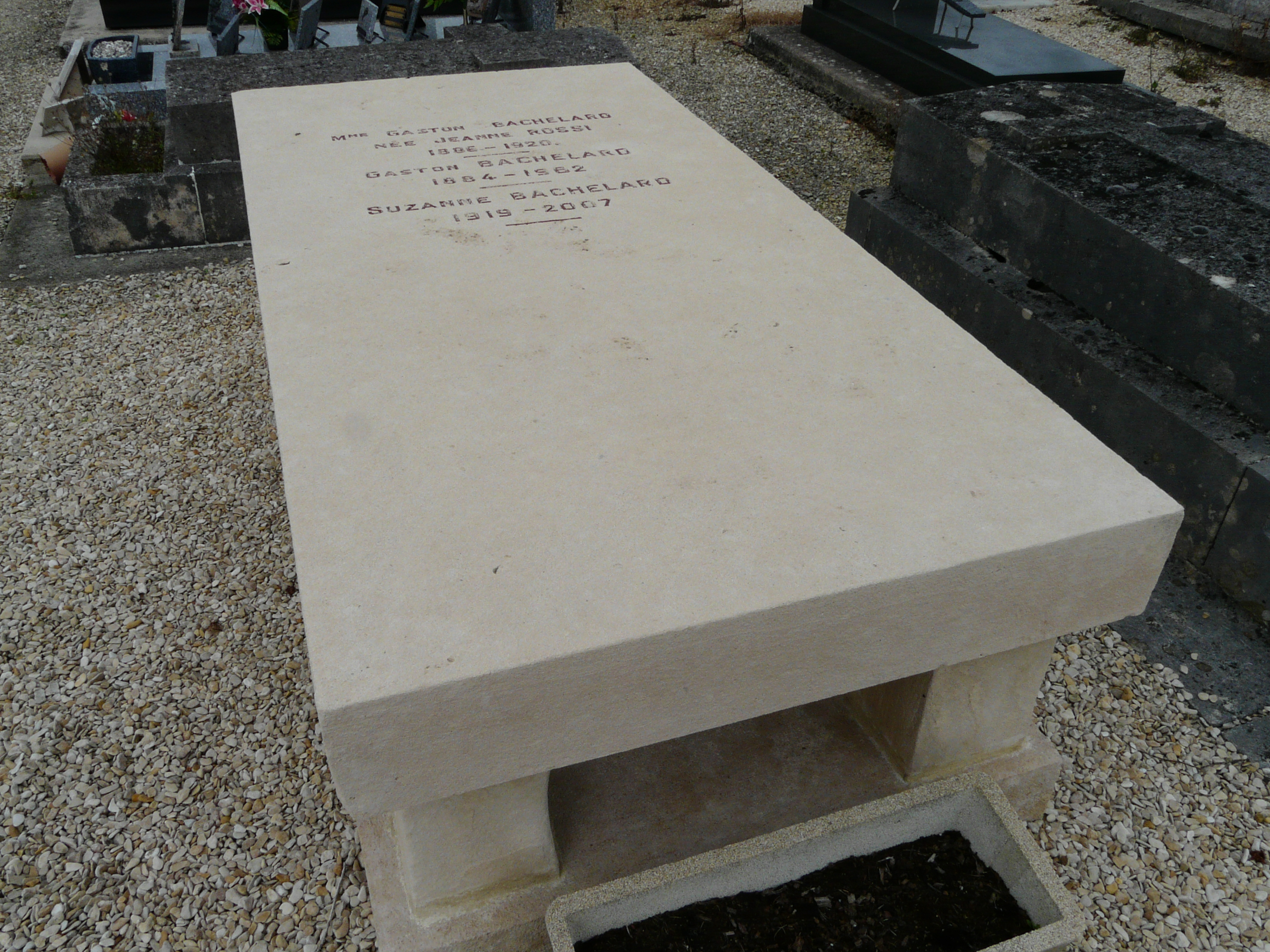
Hrob Gastona a jeho dcery Suzanne Bachelard (1919-2007) ve francouzské obci Bar-sur-Aube.

Bachelard byl ve vědě i ve filosofii autodidakt a řada jeho knih má blízko k poezii. Jeho rané práce se týkají filosofie vědy: kolem roku 1900 došlo ve vědě k několika převratným proměnám pohledu na svět a Bachelard se tuto schopnost vidět nově snažil uplatnit i ve filosofii. Jak vědy musí i filosofie být tvořivou činností, musí být otevřená novým náhledům. Bachelard se hlásil k Descartovu racionalismu, ale jak empirismus tak racionalismus mohou postihnout jen jisté stránky skutečnosti. Filosofie potřebuje vědu a věda potřebuje filosofii, aby věděla, co dělá. Empirické a teoretické poznání se tedy doplňují a podmiňují a Bachelard hovoří o „surracionalismu“. Vědecké poznání se od běžného smyslového poznání ostře liší tím, že je založeno na hypotézách, že je kritické a nezaujaté. Není spojité, nýbrž podléhá „mutacím“, kdy se vědci musí zbavit „epistemologických bariér“ (obstacle épistémologique); proto jsou dějiny vědy plné „epistemologických přeryvů“.
„Každé poznání je jako světlo, které někam vrhá také stín. Nikdy není bezprostřední ani úplné.“
Ani skutečnost a zejména čas nejsou spojité, nýbrž vždy přetržité, neboť jen tak v nich mohou vznikat nové počátky. „Jenom nicota je skutečně spojitá.“ Tuto otevřenost pro nové sdílí věda a filosofie s poezií, s básnickou imaginací. „Ve vývoji vskutku tvořivém platí jen jeden obecný zákon, a to že u kořene každého pokusu o další vývoj je vždy nějaká nehoda (accident).“ V této souvislosti se Bachelard zprvu hodně zabýval psychoanalýzou, později se s ní však rozešel, protože vědecká i básnická inspirace pochází podle něho z věcí, ne z vlastního nevědomí.
„Když se obracíme k sobě samým, odvracíme se od pravdy.“
Jako dlouholetý učitel se Bachelard zabýval také didaktikou, kde kladl hlavní důraz na probouzení „nezištného zájmu“ o poznání, na výchovu k otevřenosti a k vlastní aktivitě:
„Zprostředkování objektu subjektem nabývá ve vědeckém myšlení vždycky povahu projektu. Nic není dané, nic není samo sebou. Všechno se musí konstruovat.“
„Kdo je vyučován, má také učit. Vzdělání, jež člověk dostává aniž by je předával, formuje ducha bez dynamiky, bez autokritiky.“
Ostatně „kdo chce být šťasten, musí myslet na štěstí někoho jiného.“

## Působení
Bachelard měl velký vliv na dvě generace francouzských filosofů i vědců. Jeho přímým žákem a nástupcem byl Georges Canguilhem. Na Bachelardovu epistemologii a teorii vědy navázali Alexandre Koyré, Thomas Kuhn, který rozvinul jeho pojem „epistemologického zlomu“, Michel Foucault, Roland Barthes i Emmanuel Lévinas, který převzal představu nespojitého času vždy nových počátků. Zda se Bachelardovou myšlenkou poznávání jako „přibližování“ (connaissance approchée) inspiroval Karl Popper, není jisté. Oba se však účastnili 8. filosofického kongresu v Praze (1934), kde Bachelard na toto téma přednášel.
Bachelardovy práce o imaginaci oceňovali postmodernističtí a hermeneutičtí filosofové, mj. Paul Ricœur v díle Živá metafora; mezi spisovateli se k Bachelardovu odkazu hlásí např. romanopisec Michel Tournier.

## Spisy v češtině
- Plamen svíce. Praha 1997
- Psychoanalýza ohně. Praha 1994
- Voda a sny. Esej o obraznosti hmoty. Praha 1997
- Poetika prostoru. Praha 2009.
- Poetika snění. Praha 2010.
- ve slovenštině:  Nový duch vedy. Bratislava 1981